# Kusiwa

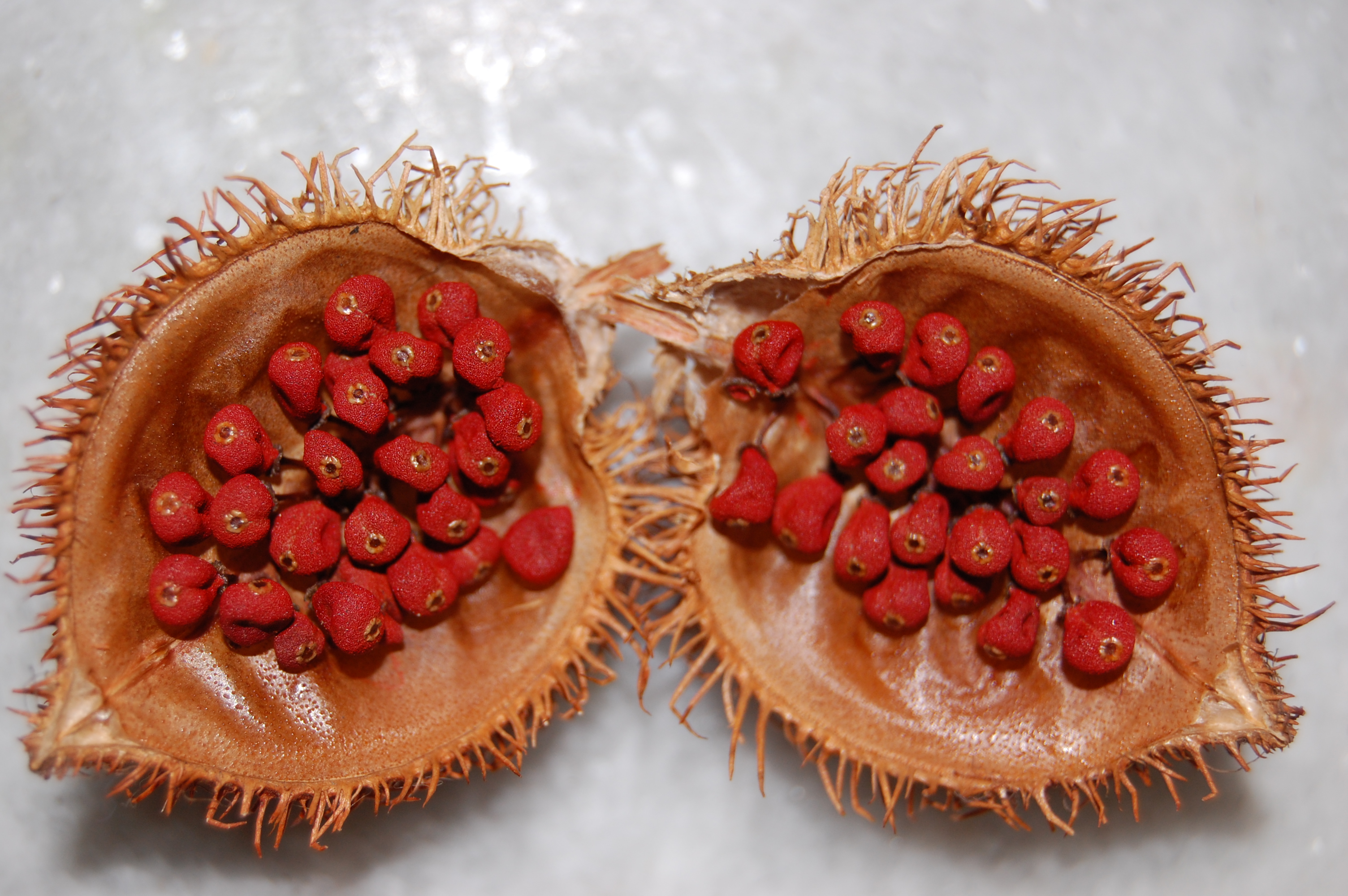
Vrucht met zaden van de orleaanboom

Kusiwa is een verbale en grafische kunst van de Wajapi uit Brazilië. De vormen worden gemaakt met rode natuurlijke verfstoffen van de orleaanboom op het lichaam of voorwerpen. Dit wordt gecombineerd met orale tradities. In de motieven zijn vaak een jaguar, een anaconda, een vis of een vlinder te zien.
Sinds 2003 staat Kusiwa vermeld op de Lijst van Meesterwerken van het Orale en Immateriële Erfgoed van de Mensheid.